# Крушевець-Кольонія
Крушевець-Кольонія (пол. Kruszewiec-Kolonia) — село в Польщі, у гміні Опочно Опочинського повіту Лодзинського воєводства.
Населення — 316 осіб (2011).
У 1975-1998 роках село належало до Пйотрковського воєводства.

## Демографія
Демографічна структура станом на 31 березня 2011 року:
|          | Загалом | Допрацездатний вік | Працездатний вік | Постпрацездатний вік |
| -------- | ------- | ------------------ | ---------------- | -------------------- |
| Чоловіки | 152     | 33                 | 107              | 12                   |
| Жінки    | 164     | 42                 | 95               | 27                   |
| Разом    | 316     | 75                 | 202              | 39                   |